# Stora Sjöfallet 3

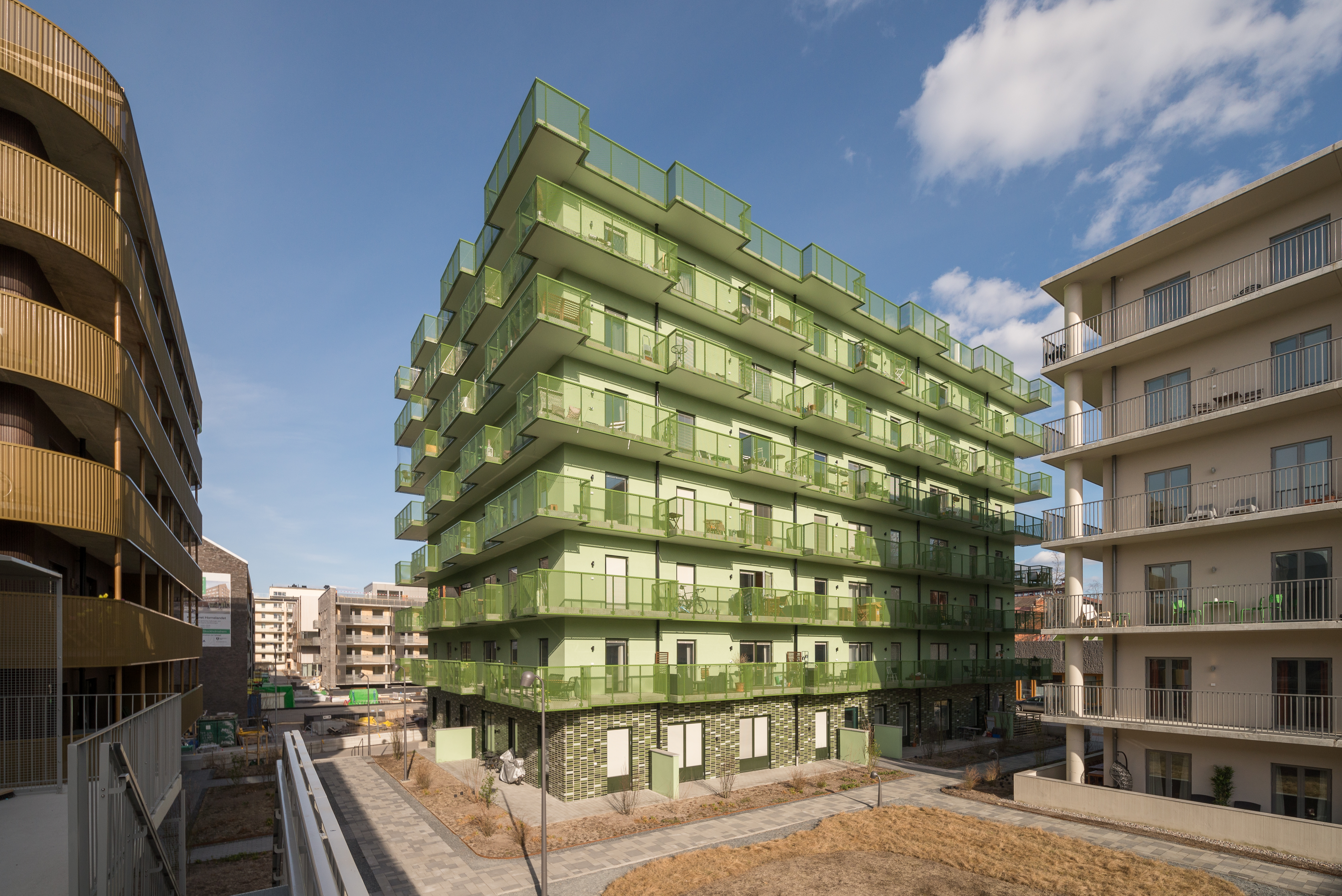
De tre husen sedda från gården i april 2017.

Stora Sjöfallet 3 är en bostadsfastighet i Stockholm uppförd 2016 av Wallenstam efter ritningar av Vera arkitekter. Fastigheten, belägen i Norra Djurgårdsstaden, består av tre punkthus som fått individuellt utformade fasader. Husen rymmer tillsammans 121 lägenheter som är upplåtna med hyresrätt.

## Arkitektur
Fastigheten består av tre fristående fyrkantiga punkthus. Punkthusen är av samma typ och 6-8 våningar höga. Varje hus har getts en egen fasad. Tillsammans har husen 121 lägenheter fördelat på 24 enrummare, 79 tvårummare samt 8 trerummare och tio fyrrummare. Alla tre husen är omgivna av balkonger som löper runt hela fasaden.
- Hörnhuset i korsningen Jaktgatan/Grythundsgatan har en grön fasad med balkongräcken i sträckmetall färgat med olika gröna nyanser. Huset ska ge en illusorisk naturupplevelse.[1]
- Huset mot Jaktgatan har en klassicistisk inspirerad fasad i vitgrå puts med balkongkolonnader.[1]
- Huset närmast Husarviken har balkongfasader i mörklaserad karosseripanel och en fasad i stående tegelskift och glaserat tegel. Huset ska ge en air av Art Deco. En närmast kubisk volym med avrundade hörn.[1][2][förtydliga]

## Nominering till Årets Stockholmsbyggnad
I april 2017 nominerades fastigheten som ett av tio nybyggen i Stockholms kommun till Årets Stockholmsbyggnad 2017. Juryn menade att de tre husen skapar en ensemble av delvis disparata byggnader, men som i sina volymer bidrar till en helhet i det annars varierade området. En stringent arkitektur med fint utförda detaljer som ger många intryck. Enkelt, konsekvent och med få komponenter.
Husen var ett av tre projekt i Norra Djurgårdsstaden som nominerades till årets Stockholmsbyggnad 2017. I samma kvarter finns Stora Sjöfallet 2 och på andra sidan Jaktgatan ligger förskolan Ferdinand. Den senare byggnaden uppfördes av samma byggherre och arkitekter.

## Bilder

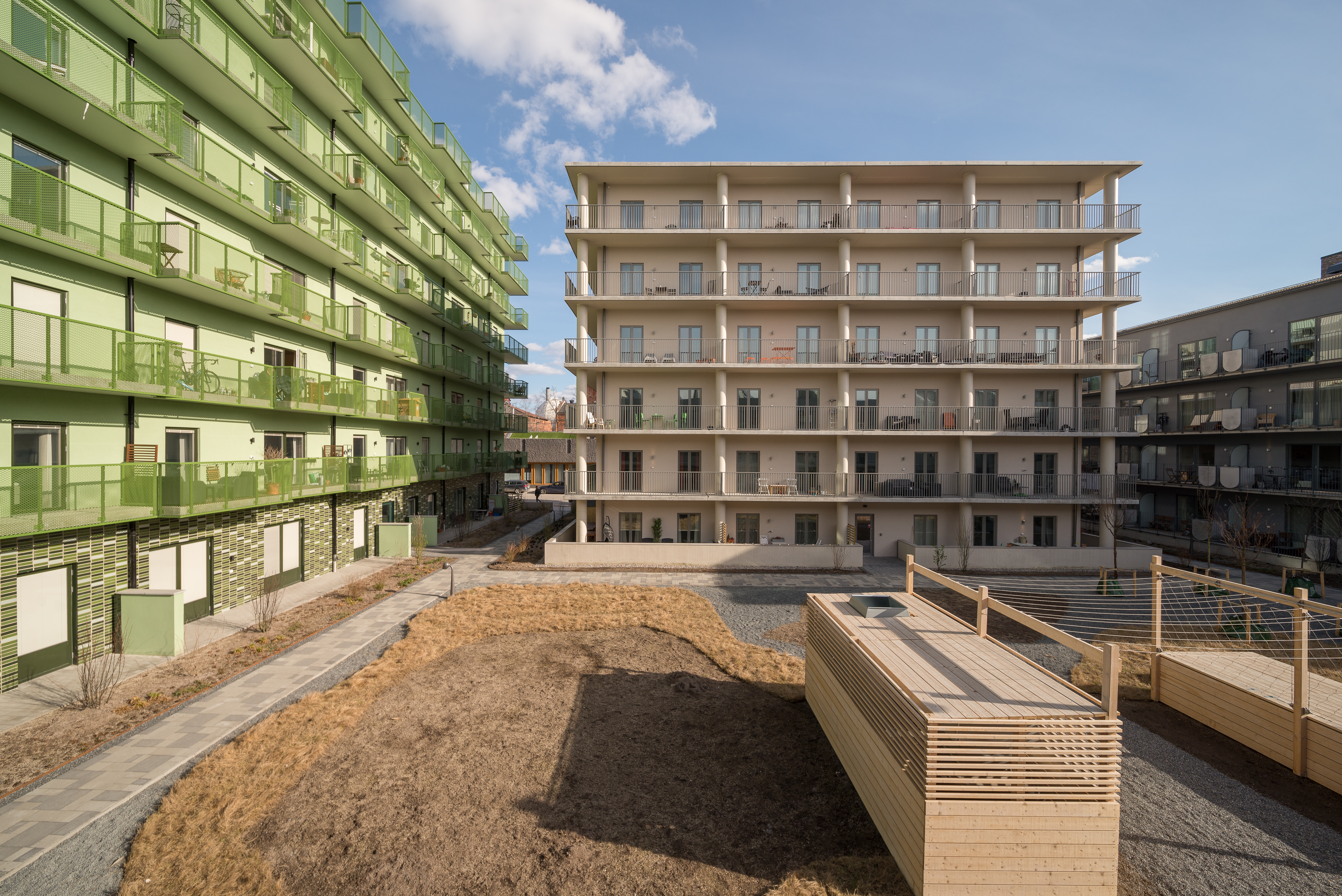
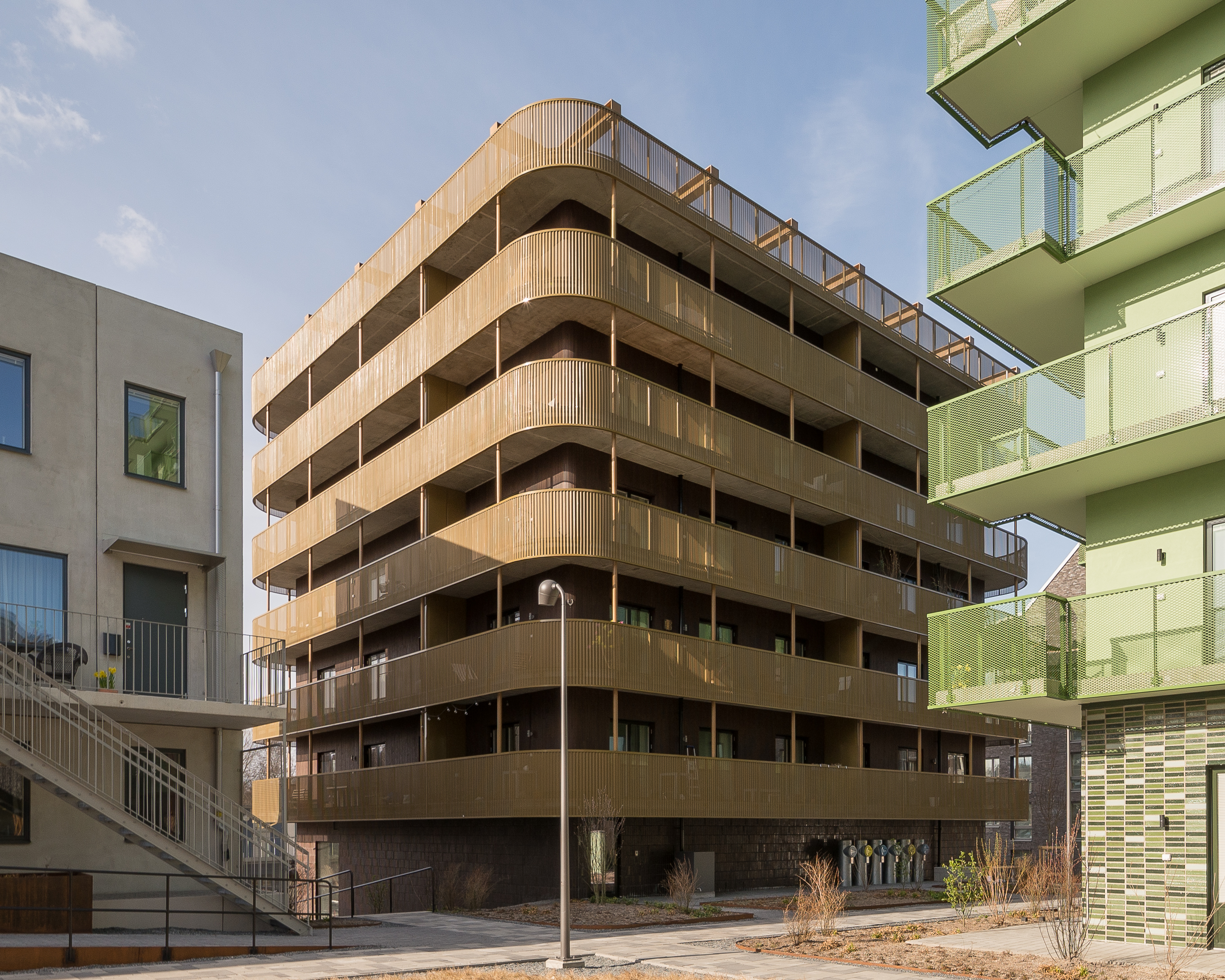
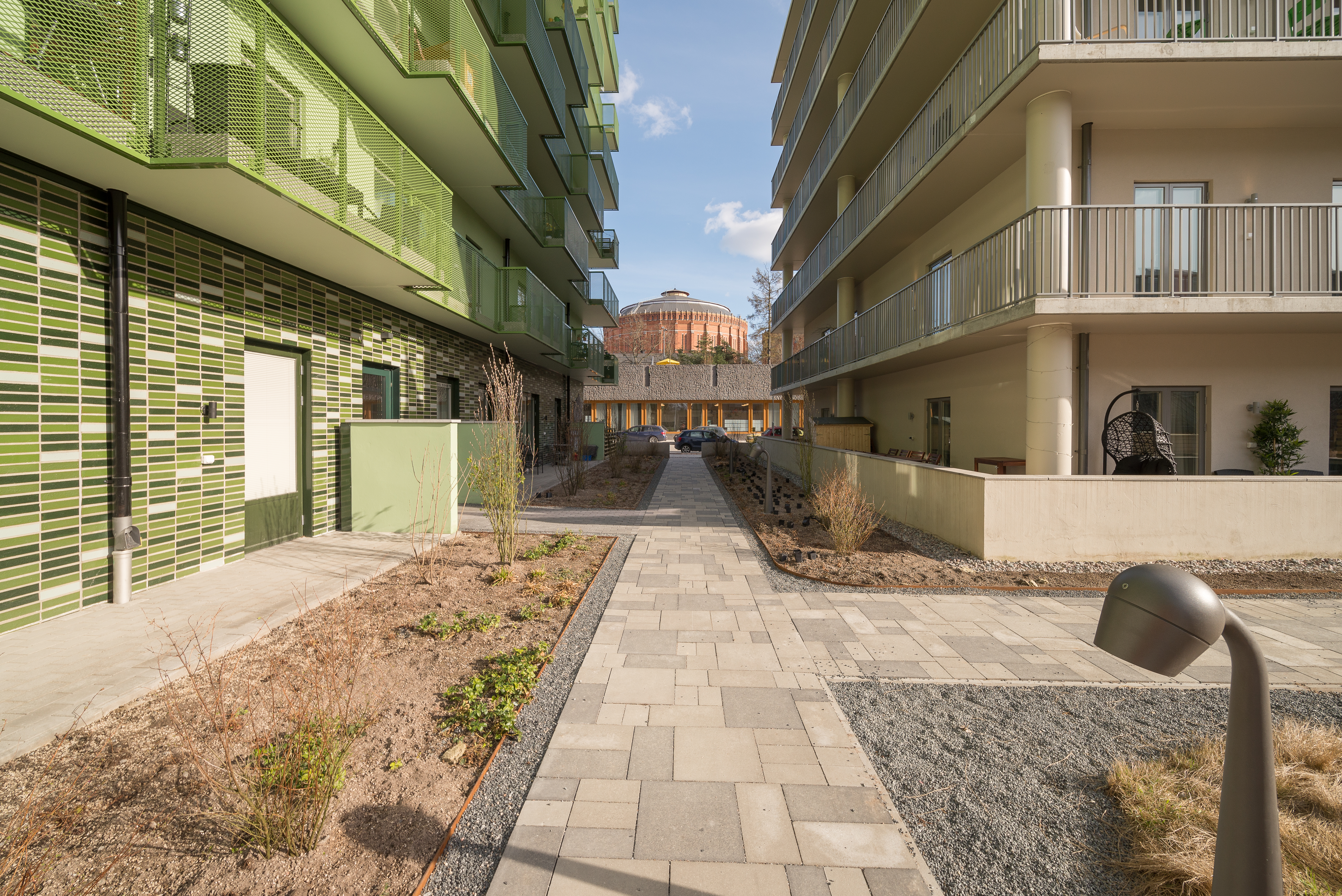